# Bass Tibor
Bass Tibor, Basch (Budapest, 1909. november 8. – Budapest, 1973. december 16.) fotóriporter.

## Élete
Bass Lipót (1876–1952) és Spitzer Matild (1879–1953) gyermekeként született. 1924-től optikusműszerésznek tanult, majd különféle baloldali szervezetek tagja lett. Előbb a Munkás Testedző Egyesület; majd 1931–32-ben Kassák Lajos Munka-köre; 1933 körül pedig belépett a Montázs csoportba. Számos munkásfotót készített, amelyek a magyar a baloldali sajtó közölt, de külföldön is megjelentek. Az 1930-as évek elején börtönbe zárták szociofotós tevékenysége miatt.
A második világháború alatt internálótáborba került, ahol számos képsorozatot készített a tábor mindennapjairól. 1944 és 1945 között egy éven át több koncentrációs táborban (Flossenburg, Waldlager, Mühldorf) raboskodott. Végül az amerikai hadsereg szabadította fel.
1945-ben a MAFIRT-hez került riporternek, a fotórovatot vezette. 1949-ben a Magyar Nap, 1950-ben a Szabad Nép, majd 1954-ben a Szabad Föld fotósa lett. Ez idő tájt Rákosi Mátyás protokollfényképészeként is dolgozott. 1953-ban letartóztatták és nyolc hónapig ítélet nélkül börtönben volt. Tagja volt a Munkásőrségnek annak megalakulásától egészen haláláig, műveiben bemutatta a testület életét. 1957–59-ben szerkesztette a Fotó című lapot, 1959 és 1971 között főosztályvezető volt a Kultúra Külkereskedelmi Vállalatnál. 1956-ban egyik alapító tagja volt a Magyar Fotóművészek Szövetségének.
1973. december 16-án autóbaleset következtében hunyt el.
Házastársa Steiner Anna volt, Steiner Róza lánya, akit 1937. január 24-én Budapesten, az Erzsébetvárosban vett feleségül.

## Ismertebb képei
- Katonatorzó (1930)
- Tört hegedűvel (1932)
- Csak forintért (1946)
- Rákosi a búzamezőn (1947)
- Vágóhídra hajtott marhacsorda a Blaha Lujza téren (1947)
- Ávósok között (Mindszenty per) (1949)

## Kiállításai

### Egyéni kiállításai
- 1931 • Kovács Szalon, Budapest (Haár Ferenccel és Lengyel Lajossal)

### Válogatott csoportos kiállításai
- 1932 • A mi életünkből, Szolnok • Pozsony
- 1966 • A Magyar Fotóművészet 125 éve, Budapest

## Művek közgyűjteményekben
- Magyar Fotográfiai Múzeum, Kecskemét
- Magyar Nemzeti Múzeum Történeti Fényképtára, Budapest
- Magyar Távirati Iroda

## Díjai, elismerései
- Magyar Szabadság Érdemrend ezüst fokozata (1957)
- Munka Érdemrend arany fokozata (1969)